# Peter Hölz
Peter Karl Hölz (* 1937) war Oberstadtdirektor der Städte Solingen und Düsseldorf.
Peter Hölz studierte Jura und schloss mit der Promotion ab.
Von 1966 bis 1977 war er Erster Beigeordneter und Stadtkämmerer der Stadt Mettmann.
1977 wechselte er in die kreisfreie Großstadt Solingen, wo er bis 1981 ebenfalls Kämmerer war. Von 1981 an war Hölz Oberstadtdirektor in Solingen, bevor er 1991 als Stadtdirektor nach Düsseldorf wechselte.
1993 wurde er der letzte Oberstadtdirektor von Düsseldorf, bis dieses Amt 1999 abgeschafft wurde.
Hölz ist Träger des Bundesverdienstkreuzes 1. Klasse (1999) und des Ordens des Heiligen Schatzes, 3. Klasse der Regierung des Kaiserreiches Japan (2000).
Peter Hölz ist Mitglied der CDU.